# 穀陽豎
穀阳竖，中国春秋时期楚国大司马子反的仆从。
前575年，晋楚鄢陵之战爆发，魏锜射瞎楚共王一只眼。子反还想整顿再战，晋军在苗贲皇的建议下，放楚国俘虏回来，瓦解了军心。楚共王想撤退，想找子反商量，子反喝了穀阳竖给他的酒，沉醉不起。于是，楚共王撤军到了瑕地，楚共王派人对子反说，这是国君的过错。子反酒醒后，懊悔不已，子重暗示子反自杀谢罪，子反自杀。楚共王听说后，派人劝阻，没来得及。